# Municipio de Tyro (Minnesota)
El municipio de Tyro (en inglés: Tyro Township) es un municipio ubicado en el condado de Yellow Medicine en el estado estadounidense de Minnesota. En el año 2010 tenía una población de 181 habitantes y una densidad poblacional de 1,93 personas por km².

## Geografía
El municipio de Tyro se encuentra ubicado en las coordenadas 44°46′7″N 95°53′59″O / 44.76861, -95.89972. Según la Oficina del Censo de los Estados Unidos, el municipio tiene una superficie total de 93.82 km², de la cual 93,79 km² corresponden a tierra firme y (0,03 %) 0,03 km² es agua.

## Demografía
Según el censo de 2010, había 181 personas residiendo en el municipio de Tyro. La densidad de población era de 1,93 hab./km². De los 181 habitantes, el municipio de Tyro estaba compuesto por el 99,45 % blancos, el 0,55 % eran asiáticos. Del total de la población el 0 % eran hispanos o latinos de cualquier raza.